# Robert Stirling
El Reverendo Dr. Robert Stirling (25 de octubre de 1790 – 6 de junio de 1878) era un clérigo escocés, e inventor del motor Stirling.

## Antecedentes y ministerio cristiano
Robert Stirling nació en Fatal Fields, una lugar en Escocia cercano al pueblo de Methven, Perthshire. Un miembro del lado Dublane de la familia Stirling, Robert nació de Patrick y Agnes Stirling. Fue uno  de ocho hijos que Patrick y Agnes compartieron. Su abuelo era Michael Stirling, conocido por su invento de la trilladora. El padre de Robert, Patrick, también pasó un tiempo experimentando e innovando con equipos agrícolas industriales. 
Aunque Robert, al igual que su padre y su abuelo, tenía una inclinación natural por la ingeniería, comenzó a asistir a la Universidad de Edimburgo en 1805 a la edad de quince años para estudiar teología con la esperanza de convertirse en ministro. Su hermano James, quien jugaría un papel importante en los futuros esfuerzos de ingeniería de Stirling, también asistió a Edimburgo a la edad de 14 años. Robert concluyó sus estudios en Edimburgo y continuó estudiando en la Universidad de Glasgow en noviembre de 1809.  En 1814, regreso a la Universidad de Edimburgo para estudiar la teología por última vez. 
Robert estuvo autorizado para predicar en la Iglesia de Escocia en 1816 por el Presbiterio de Dumbarton. En septiembre de 1816, el comisario del duque de Portland otorgó Stirling el título de ministro como el segundo a cargo de la parroquia  Laigh Kirk  en Kilmarnock. Finalmente, en febrero de 1824, Stirling fue nombrado como el ministro de la cercana iglesia parroquial de Galston donde  continuó su ministerio hasta 1878.
En julio de 1819, Robert Stirling se casó con Jane Rankine. Juntos, tuvieron siete niños, cinco hijos y dos hijas.

## Ingeniería y ciencia

### Motor de aire caliente
El mejor invento conocido de Robert Stirling es el motor térmico que ahora se conoce como el Motor Stirling. En 1816, Robert Stirling y su hermano menor, James Stirling, de Heat Economiser, solicitaron una patente en Escocia e Inglaterra para un dispositivo que inventaron. La función de esta invención era almacenar y liberar calor a medida que circulaba a través de sus mecanismos. Esto difiere de la mayoría de los motores térmicos que utilizan vapor como su método de almacenamiento y liberación de energía.
Mientras estuvo en Kilmarnock, colaboró con otro inventor, Thomas Morton, que proporcionó talleres para la investigación de Stirling. Para 1818, Stirling había incorporado a este economizador de Calor un motor de pistón que creaba un motor de calor de ciclo cerrado, que era predominante en ese momento. Esta versión actualizada del motor térmico se usó para bombear agua desde una cantera. El motor térmico de Stirling podía funcionar bien, pero estaba limitado por los metales más débiles disponibles en ese momento. Debido a la fragilidad de los materiales utilizados, los recipientes de aire fueron finalmente aplastados por la alta presión del aire caliente.
En 1824, Stirling intentó mejorar la eficiencia del motor térmico intentando separar el aire presente en el economizador. Esto se hizo haciendo los émbolos en el motor de aire de placas delgadas de metal. Esto fue para mejorar el flujo de aire y ofrecer un mejor calentamiento y enfriamiento del motor. Aunque esta idea recibió una patente, finalmente no tuvo éxito en mejorar la eficiencia general del motor térmico.
En 1840, Stirling recibió otra patente para el motor térmico luego de modificar el diseño en un nuevo intento de aumentar la durabilidad. Las mejoras agregadas por Stirling incluyeron la adición de barras o placas en el pasaje a través del cual el aire caliente viajaba a la sección fría del motor. Al tener estas superficies, el aire podía enfriarse a una temperatura más baja cuando viajaba de la sección caliente del motor a la sección fría del motor. Además, Stirling agregó collares de cuero ahuecados alrededor de los vástagos del pistón para sellar los huecos y minimizar la fuga de aire del motor. Después de desarrollar estas mejoras, Stirling construyó dos de estos motores térmicos para usarlos en una fundición de hierro que he administrado en Dundee. Uno de estos motores de aire se puso en marcha en marzo de 1843, donde funcionó hasta diciembre de 1845 cuando un tanque de aire falló. El fallo del tanque de aire podría atribuirse a que los metales no pueden soportar las altas temperaturas a las que estaba funcionando el motor. Después de reemplazar el tanque de aire un par de veces, el motor de aire se desarmó en 1847 después de que Stirling abandonó la fundición de hierro Dundee.
En 1876, Robert Stirling escribió una carta reconociendo la importancia del nuevo invento de Henry Bessemer, el procedimiento de Bessemer para la fabricación de acero. Stirling se mostró optimista de que el nuevo acero mejoraría el rendimiento de los motores neumáticos.
El desarrollo de Robert Stirling del motor de aire caliente fue en parte motivado por la seguridad. Su motor fue diseñado para fallar mucho menos catastróficamente que los motores de vapor de la época y obtener una mayor eficiencia. Aunque el motor Stirling rara vez se usa hoy en día, parece ser que su capacidad de movimiento perpetuo continúa atrayendo el interés de instituciones de investigación como el Laboratorio Nacional Los Álamos y NASA.

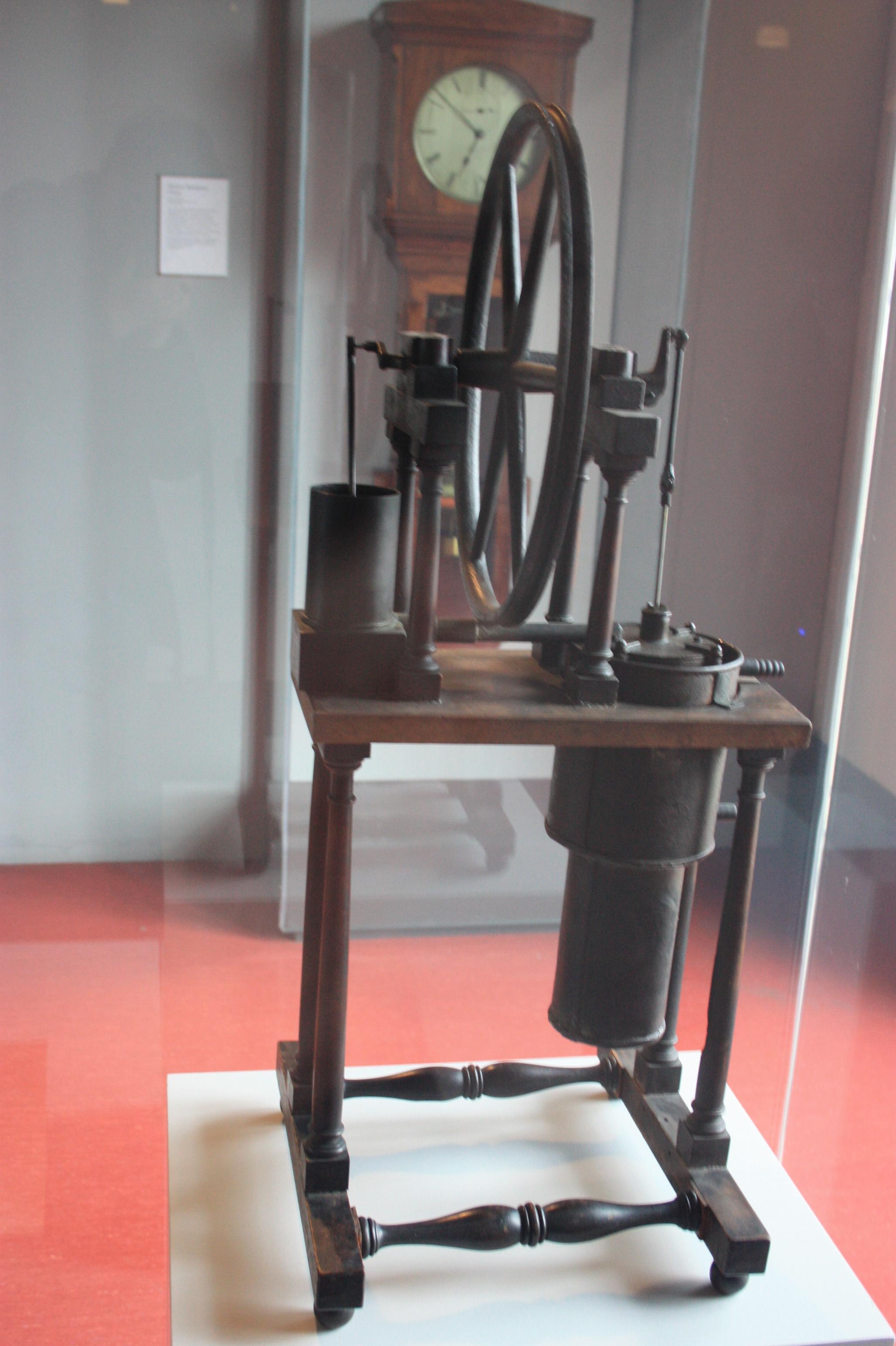
Rev Stirling motor neumático, 1827, Hunterian Museo, Glasgow

## Vida personal y muerte
El 10 de julio de 1819, Stirling se casó con Jean Rankine en Kilmarnock.  Tuvieron siete hijos:
- Patrick Stirling, nacido el 29 de junio de 1820, se convirtió en ingeniero de locomotoras.
- Jane Stirling, nacida el 25 de septiembre de 1821, ama de casa.
- William Stirling nacido el 14 de noviembre de 1822, se convirtió en ingeniero civil e ingeniero ferroviario en América del Sur.
- Robert Stirling, nacido el 16 de diciembre de 1824, ejerció como ingeniero ferroviario en el Perú.
- David Stirling, nacido el 12 de octubre de 1828, fue nombrado ministro de Craigie, Ayrshire.
- James Stirling, nacido el 2 de octubre de 1835, ejerció de ingeniero de locomotoras.
- Agnes Stirling, nacida el 22 de julio de 1838, artista.

El Reverendo Robert Stirling murió en Galston, East Ayrshire el 6 de junio de 1878. Está enterrado en el cementerio de Galston, donde se erigió una nueva lápida en diciembre de 2014 por suscripción pública en lugar de la piedra original que se encontraba en estado ruinoso. Se volvió a dedicar el domingo 3 de mayo de 2015.

## Honores
- El 11 de enero de 1840, Stirling recibió el título de Doctor en teología por la Universidad de St. Andrews por su excelencia en el ministerio.[16]
- El 3 de octubre de 2014, Stirling fue incluido en el Salón de la Fama de Ingeniería de Escocia.[17][18]